# Descornado

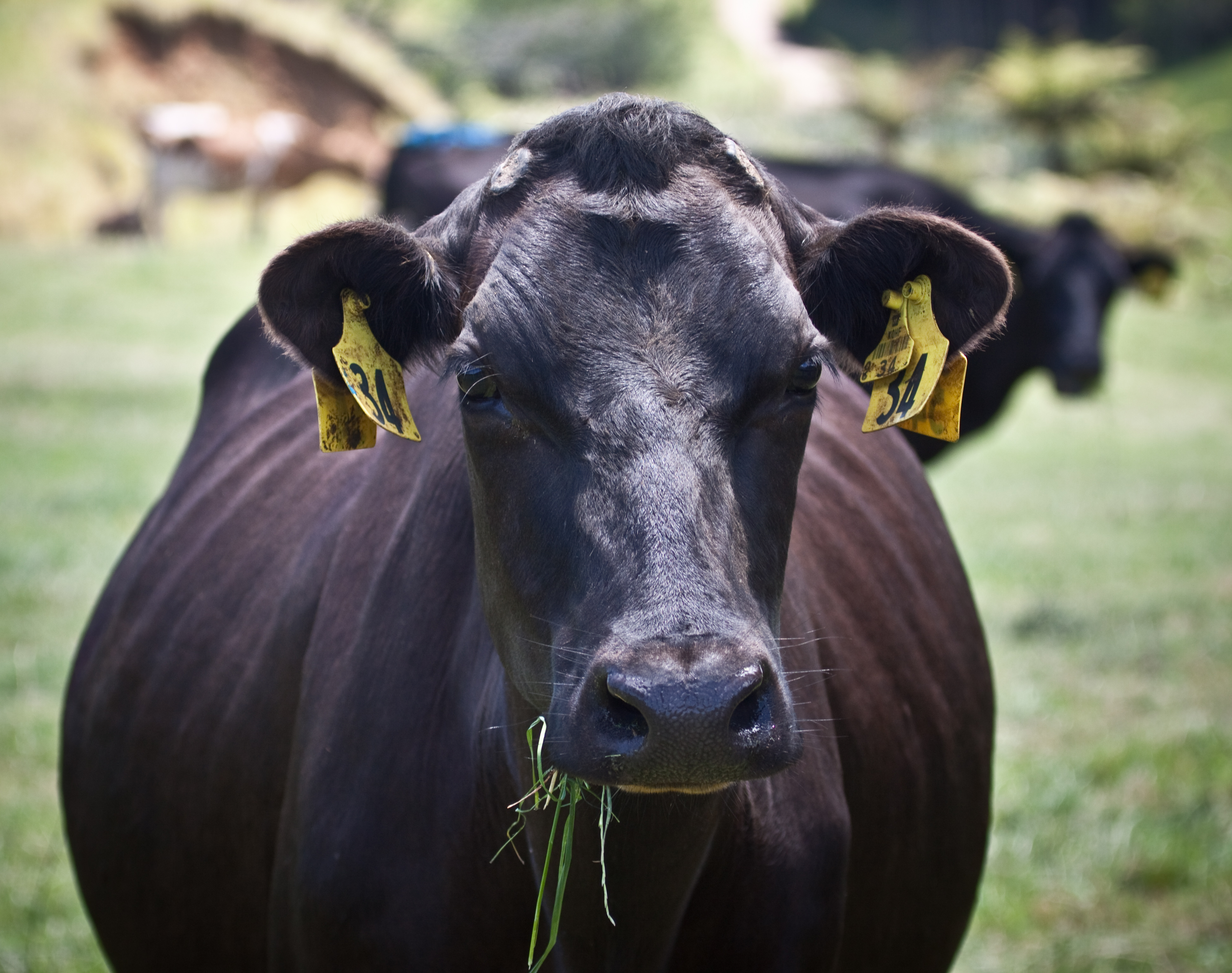
Vaca lechera descornada en Nueva Zelanda.

El descornado es la amputación total o parcial de los cuernos del ganado vacuno, ovino y caprino, que a veces se descuernan por razones económicas y de seguridad. El desyemado es un proceso diferente con resultados similares que se hace en animales de menos de una semana; consiste en cauterizar, y por lo tanto, destruir, las yemas (botones) de los cuernos antes de que se hayan convertido en cuernos. El desyemado se realiza comúnmente al principio de la vida de un animal, al igual que otros procedimientos como el descole y la castración.
Muchas razas de ganado vacuno y ovino son naturalmente sin cuernos. Este gen puede aparecer de forma natural en razas particulares, o también se manipulan las cepas durante la reproducción para generar una descendencia carente de cuernos, y evitar posteriormente el descornado y el desyemado. Aunque el gen sin cuernos es común en el ganado tanto vacuno como ovino, no es sencillo criar una raza para llevarla a la carencia de cuernos de forma natural. En un caso, el gen sin cuernos en cabras se relacionó con el hermafrodismo en un solo estudio hace varias décadas, aunque se han criado cabras sin cuernos fértiles.
Existe la costumbre de descornar porque se cree que los cuernos pueden representar un riesgo para los humanos, otros animales o para los portadores de los cuernos mismos (los cuernos a veces se atrapan en cercas o impiden la alimentación). El descornado normalmente se realiza con anestesia local y sedación por un veterinario o un profesional capacitado. La eliminación de cuernos más grandes generalmente se realiza durante la primavera y el otoño para evitar la temporada de moscas. En cuernos muy grandes, se puede recomendar el descornado parcial (tan solo de la punta), para minimizar el sangrado. El descornado no se realiza de manera rutinaria, ya que es un proceso difícil y muy doloroso para el animal. En cambio, la mayoría de los criadores desyeman a sus animales cuando son jóvenes, cuando el proceso es rápido y fácil.  El descornado es controvertido debido al dolor que causa, y se considera una práctica de crueldad hacia los animales.

## Motivos

### Descornado
Algunas razones que se suelen manifestar para apoyar el descornado de animales son:
- Los cuernos pueden causar lesiones a los granjeros u otros animales.
- Los animales con cuernos ocupan más espacio en las granjas y durante el transporte en camiones o tráileres.
- Los animales con cuernos pueden requerir equipo especializado, como comederos y aplastamientos angulados.
- En algunas razas y en algunos individuos, los cuernos pueden crecer hacia la cabeza y causar lesiones.
- Los cuernos pueden romperse, causando desangramiento y posibilidad de infección.
- Los animales con cuernos pueden quedar atrapados en cercas o vegetación, causando autolesiones.

### Restante cornudo
Los argumentos contra el descornado incluyen lo siguiente:
- El descornado sin el uso de anestesia es extremadamente doloroso para el animal.[7][8] Un estudio de 2011 que encuestó a 639 granjeros encontró que el 52% de los granjeros informaron que el desyemado causó dolor que duró más de 6 horas, y que solo el 10% de los granjeros usaron anestesia local antes de la cauterización, el 5% proporcionó a los terneros analgesia postoperatoria, y que los granjeros «mostraban poca voluntad para pagar el costo de una analgesia o llamar a un veterinario para que realizase el procedimiento».[9]
- El ganado con cuernos puede defenderse mejor a sí mismo y a sus crías de depredadores como lobos y perros.
- Los cuernos proporcionan un punto seguro para atar o sostener la cabeza del animal.
- Los cuernos son tradicionales en algunas razas, y los estándares de raza pueden requerir su presencia (por ejemplo, la vaca Texas Longhorn, la vaca de Tierralta de Escocia y la White Park).
- En algunas áreas, los cuernos son de importancia cultural, a menudo decorados o incluso entrenados en formas extrañas.
- Algunos tipos de yugos utilizados por bueyes de tiro requieren la presencia de cuernos.
- En climas muy calurosos, los cuernos son útiles para la termorregulación y el enfriamiento.

## Procedimiento
El descornado puede realizarse en animales mayores y normalmente se realiza con anestesia local (bloqueo del nervio cornual) por un veterinario o un profesional capacitado. Una eliminación de cuernos muy grandes generalmente se realiza durante la primavera y el otoño para evitar la temporada de moscas. Se puede recomendar la sedación, especialmente para animales más grandes que requieren mayor restricción. El uso de analgésicos a largo plazo, como los medicamentos antiinflamatorios no esteroideos, se está investigando en los EE. UU. Para garantizar la seguridad alimentaria.
Para el ganado maduro que no tenía cuernos cuando eran jóvenes, otra práctica común es cortar solo el extremo puntiagudo del cuerno. Esta práctica se llama descornado parcial; es menos estresante para el animal porque no hay pérdida de sangre y el cuerno se corta a una altura en la que ya no hay terminaciones nerviosas, por lo que no hay dolor. Esta práctica no elimina el daño por hematomas que hacen los cuernos cuando las vacas pelean, pero sí elimina el riesgo de heridas punzantes y la pérdida ocular de los cuernos puntiagudos.
El desmontaje minimiza la incomodidad y el riesgo, y se realiza cuando los cuernos son pequeñas «yemas» o «botones» por uno de varios métodos:
- La cauterización es el proceso de matar el anillo de crecimiento del cuerno mediante calor. Este proceso se realiza cuando el ganado es muy joven, no tiene más de tres o cuatro semanas de edad, de esa manera los cuernos no son muy grandes. Cuanto antes se realice la cauterización en los becerros, menos dolor y estrés se les infligirá. La cauterización generalmente se realiza con un deshuesador de hierro caliente después de adormecer el área con anestesia local.
- Se puede usar un cuchillo curvo para cortar el cuerno cuando la cría tiene menos de un par de meses. Es un procedimiento más sencillo en el que  se extraen el cuerno y el anillo de crecimiento.
- Para menores de ocho meses de edad, pero después de que los cuernos comienzan a crecer unidos al cráneo, se utiliza unas tijeras descornadoras o una sierra Gigli, un tipo de cable para corte quirúrgico.[10] Existen varios tipos diferentes de descornadoras, pero todas cumplen la misma función de quitar los cuernos y el anillo de crecimiento. Como el cuerno  es más duro, se necesita más fuerza para quitarla, por lo que se necesitan herramientas que hagan cierta palanca. La sierra de cable Gigli se usa en terneros ya mayores que han crecido demasiado para descornarse con tijera.
- El desarrollo más reciente en la tecnología de descornado es el uso de una pasta cáustica para descornar. La pasta se usa en terneros de menos de dos días. El cabello alrededor del cuerno se recorta hacia atrás y luego la pasta se extiende por todo el capullo y alrededor de la base del cuerno en las células de crecimiento. La pasta mata el anillo de crecimiento de la bocina y luego la bocina se cae como una costra cuando se cura. Sin embargo, este método conlleva el riesgo de que la pasta cause daños a los ojos u otros tejidos del animal si se usa durante los períodos de lluvia.

### Métodos de restricción
El animal que se va a descornar suele estar sujeto, ya sea usando una mesa de descornado o con restricción química (sedación). Esto garantiza que el procedimiento de descornado se pueda realizar de forma segura y adecuada. Se entran las crías jóvenes en el espacio (similar a un potro de herrar) o se cabestran. Los terneros de más de unos pocos meses se les sujeta la cabeza con una mesa de descornado o una barra para la barbilla. Los animales más pequeños, como ovejas y cabras, se pueden sujetar a mano o con cabestro o ronzal.

### Control de dolor
En 2007, una encuesta del Sistema Nacional de Monitoreo de Salud Animal (NAHMS, por sus siglas en inglés) del Departamento de Agricultura de los Estados Unidos (USDA) sugirió que la mayoría de los bovinos en los Estados Unidos estaban desarmados o descornados sin el uso de anestesia en ese momento. La encuesta mostró que más de nueve de cada diez granjas lecheras practicaban descornado, pero menos del 20% de las operaciones de ganado lechero usaban analgésicos o anestesia durante el proceso. 
Por un lado, que los grupos de derechos de los animales como la Sociedad Protectora de Animales de los Estados Unidos condenan la práctica de descornar; por el otro, terminar con esto significaría un aumento de las lesiones relacionadas con los cuernos al ganado y a los humanos. El gen sin cuernos, un elemento básico durante mucho tiempo en la cría de ganado vacuno, se está volviendo más popular entre los productores de leche, y cada año nacen más terneros sin cuernos para el ganado lechero. Las pruebas genéticas ahora pueden determinar si el ganado porta los genes para el crecimiento de cuernos.

## Debate público
En 2018, se celebró un referéndum en Suiza para proporcionar subsidios adicionales a los agricultores que no descornasen su ganado (entre el 75% y el 90% del ganado en Suiza se les descuerna). El referéndum surgió como resultado de la labor del agricultor Armin Capaul, quien recolectó más de 100 000 firmas para votar sobre el tema. Sin embargo, la propuesta fue rechazada por el gobierno y rechazada por los votantes.